# James McEwan
James McEwan (Olney, Maryland, 24 de setembro de 1952) é um ex-canoísta norte-americano especialista em provas de velocidade.

## Carreira
Foi vencedor da medalha de bronze em slalom C-1 em Munique 1972.